# スミス賞
スミス賞（すみすしょう、英語: Smith's Prize）は、1769年からケンブリッジ大学の数学科と理論物理学科の生徒に贈られる賞である。1998年にSmith-Knight PrizeとRayleigh-Knight Prizeとなった。
この賞の設立は、生徒たちの切磋琢磨と数学への興味を促し、19世紀後半のケンブリッジ大学の数学界における成功につながった。

## 歴史
1768年に亡くなった数学者ロバート・スミスの遺言により、所有していた南海会社の株式をもとに、毎年2名以上の数学と自然哲学のケンブリッジ大学Bachelor of Arts下級生に賞を授与する基金が設立された。この賞は1917年を除き、1769年から1998年まで、毎年生徒に贈られた。
- 1769年から1885年までは、通年で優秀な成績を収めた学生に贈られた。
- 19世紀の短期間では、専用の試験が行われた。
- 1885年から専用の試験は、PartⅢと改名され引き続き行われた（現在のCertificate of Advanced Study in Mathematics）。

その後、1911年にRayleigh Prizeが追加された。
上記までの賞は、在学生に贈られるものであったが、1974にケンブリッチ卒業生の他大学の学部生も対象とするJ.T. Knight Prizeが設立された。この賞は。1970年4月にアイルランドの自動車事故で死亡した卒業生でグラスゴー大学の学部生であったJ.T. Knightの為に設立された。
1998年に、これらの賞はSmith-Knight PrizeとRayleigh-Knight Prizeに再編された。